# TSFM
TSFM (англ. Ts translation elongation factor, mitochondrial) – білок, який кодується однойменним геном, розташованим у людей на короткому плечі 12-ї хромосоми. Довжина поліпептидного ланцюга білка становить 325 амінокислот, а молекулярна маса — 35 391.
| 10         |  | 20         |  | 30         |  | 40         |  | 50         |
| ---------- |  | ---------- |  | ---------- |  | ---------- |  | ---------- |
| MSLLRSLRVF |  | LVARTGSYPA |  | GSLLRQSPQP |  | RHTFYAGPRL |  | SASASSKELL |
| MKLRRKTGYS |  | FVNCKKALET |  | CGGDLKQAEI |  | WLHKEAQKEG |  | WSKAAKLQGR |
| KTKEGLIGLL |  | QEGNTTVLVE |  | VNCETDFVSR |  | NLKFQLLVQQ |  | VALGTMMHCQ |
| TLKDQPSAYS |  | KGFLNSSELS |  | GLPAGPDREG |  | SLKDQLALAI |  | GKLGENMILK |
| RAAWVKVPSG |  | FYVGSYVHGA |  | MQSPSLHKLV |  | LGKYGALVIC |  | ETSEQKTNLE |
| DVGRRLGQHV |  | VGMAPLSVGS |  | LDDEPGGEAE |  | TKMLSQPYLL |  | DPSITLGQYV |
| QPQGVSVVDF |  | VRFECGEGEE |  | AAETE      |  |            |  |            |

A: Аланін

C: Цистеїн

D: Аспарагінова кислота

E: Глутамінова кислота

F: Фенілаланін

G: Гліцин

H: Гістидин

I: Ізолейцин

K: Лізин

L: Лейцин

M: Метіонін

N: Аспарагін

P: Пролін

Q: Глутамін

R: Аргінін

S: Серин

T: Треонін

V: Валін

W: Триптофан

Кодований геном білок за функціями належить до факторів елонгації, фосфопротеїнів. 
Задіяний у таких біологічних процесах, як біосинтез білків, альтернативний сплайсинг. 
Локалізований у мітохондрії.